# Europski dan svjesnosti o antibioticima
Europski dan svjesnosti o antibioticima obilježava se 18. studenog. Cilj je ukazati javnosti na opasnost od prekomjerne upotrebe antibiotika, pogotovo za bolesti na koje antibiotici ne djeluju, što može dovesti do otpornosti bakterija na antibiotike i njihove neučinkovitosti.
Antibiotici služe liječenju bakterijskih bolesti i nisu djelotvorni protiv bolesti, koje uzrokuju virusi. Primjeri bakterijski bolesti su: meningitis, upala pluća, infekcija mokraćnog sustava, infekcije rana, neke upale grla i uha. Virusne bolesti za koje antibiotici nisu učinkoviti su: prehlade, gripe, ospice, AIDS, rubeola, virusni hepatitis, većina upala grla i uha itd. Antibiotici mogu ubiti bakterije i njima se mogu izliječiti bakterijske bolesti, ali ne djeluju kod virusnih oboljenja. Ako se antibiotici koriste kod virusnih oboljenja, pogotovo kada je to bez znanja i dozvole liječnika, bakterije razvijaju otpornost na antibiotike i oni neće moći pomoći kada će trebati pa će se morati uzeti drugi antibiotik, koji ima neželjenije i teže nuspojave. Zbog nepotrebne upotrebe antibiotika, može doći do toga da više neće postojati djelotvorni antibiotici, jer će bakterije biti otporne na njih. Stoga se preporučuje korištenje antibiotika samo uz preporuku liječnika i pridržavati se dužine uzimanja antibiotika, koje je propisao liječnik. Postoji opasnost, da u budućnosti neće biti djelotvornih antibiotika.